# Kallapur, Nargund
Kallapur là một làng thuộc tehsil Nargund, huyện Gadag, bang Karnataka, Ấn Độ.